# Воротничковая пищуха
Воротничко́вая пищу́ха, или аля́скинская пищу́ха (лат. Ochotona collaris) — млекопитающее из семейства пищух. Встречается в горных районах на западе Северной Америки, в центральных и южных областях Аляски и на северо-западе Канады.

## Внешний вид
Длина тела воротничковой пищухи 17,8—19,8 см, масса тела до 160 г. Туловище плотного сложения, короткие лапы покрыты мехом. Окрас серый, под цвет гор, что делает пищуху незаметной. На шее и плечах пятна более светлые, чем основной окрас, своей формой напоминают воротник. Когти острые, изогнутые, они позволяют зверькам карабкаться по горным уступам. Как и у других пищух, у воротничковой пищухи задние конечности немного длиннее передних и едва заметный хвост, широкий и плоский череп.